# 율리드 시스템즈
율리드 시스템즈(Ulead Systems, 友立資訊)는 네이후에 본사를 둔 중화민국의 컴퓨터 소프트웨어 회사이다. 코렐사의 일부로 되어 있다.
2006년 12월 12일에 코렐은 인터비디오와 율리드사의 인수를 끝냈다고 발표하였다.

## 제품군

### 비디오
- 비디오스튜디오
- 미디어스튜디오 프로/비디오그래픽스 랩
- 비디오툴 박스
- COOL 3D, COOL 3D 프로덕션 스튜디오

### DVD
- 번 나우
- DVD 무비팩토리
- DVD 픽처쇼
- DVD 워크숍

### 이미지
- 쿨 360
- 쿨 3D
- 포토임팩트
- IPhoto Plus
- Photo Explorer
- PhotoExpress
- My Scrapbook

### 웹 유틸리티
- GIF 애니메이터
- GIF-X.플러그인
- Menu.Applet
- SmartSaver Pro

### 포켓 소프트웨어
- 포켓 슬라이드쇼
- 포켓 DV 쇼

### 디지털 홈
- InstaMedia

## 같이 보기
- 인터비디오
- 코렐